# Деспот (герб)
Деспот (пол. Deszpot либо Despot), другое название Зенович (пол. Zenowicz либо Zienowicz) — польский дворянский герб.

## Описание
В красном поле половина кольца, отверстием обращенная вниз наподобие радуги, на вершине его золотой кавалерский крест. Щит увенчан дворянскими шлемом и короной, на которой черный ворон (Слеповрон, держащий в клюве золотой перстень с драгоценным камнем.
Это герб молдавского деспота Зеновича, который, будучи стесняем турками, прибыл в 1390 г. к Витовту Литовскому и поселился в его владениях.

## Использовали герб
Деспоты (Despot), Дешпоты (Deszpot), Кострень (Kostrzeń), Костреньские (Kostrzeński), Кострыньские (Kostrzyński), Младановичи (Mładanowicz), Зеневичи (Zieniewicz), Зеновичи (Zienowicz), Жиневы (Żyniew).
В Российской Империи схожий герб использовали Зиновьевы, ведущие происхождение от одного корня с Деспот-Зеновичами.